# Châteauneuf-la-Forêt
Châteauneuf-la-Forêt este o comună în departamentul Haute-Vienne din centrul Franței. În 2009 avea o populație de 1.641 de locuitori.

## Evoluția populației
| An        | 1975  | 1982  | 1990  | 1999  | 2006  | 2009  |
| --------- | ----- | ----- | ----- | ----- | ----- | ----- |
| Populație | 2.169 | 1.984 | 1.805 | 1.613 | 1.616 | 1.641 |